# Калина червона (фільм)
«Калина червона» (рос. «Калина красная») — радянський художній фільм Василя Шукшина, знятий у 1973—1974 рр. за його однойменною повістю.
Назва повісті і фільму навіяна рядком з однойменної російської пісні (Калина красная, калина вызрела).

## Сюжет
Вийшовши з в'язниці, Єгор Прокудін, на призвисько «Горе», вирішує податися в село, де живе синьоока незнайомка Люба, з якою він листувався, — адже треба трохи перечекати і оглядітися. Але життя в селі руйнує всі плани Єгора, і він вирішує назавжди порвати з минулим. Тепер у нього є друзі, робота. Він кохає Любу. Проте дружки Єгора наполегливо не відпускають його…

## Цікаві факти
- Через відмову від ролі матері Єгора Віри Марецької режисер Василь Шукшин запросив на цю роль місцеву жительку Єфимію Бистрову і попросив у кадрі просто розповісти про своє життя. Камеру встановили на вулиці, знімали через виставлене віконце, звук писали синхронно. Бабуся наговорювала розповідь про себе, відповідаючи на запитання Лідії Федосєєвої-Шукшиної, які були заздалегідь продумані і направляли розповідь у потрібне для фільму русло. За зйомки Єфимії Бистровій привезли гонорар 700 рублів, величезна сума для тих часів, з урахуванням пенсії в 17 рублів, а так само вовняну сукню, туфлі та золоті сережки.
- Василь Шукшин у фільмі був і сценаристом, і виконавцем головної ролі, і режисером.
- Шукшин дуже зібрано входив у знімальний період «Калини червоної». Наприклад, документальні кадри, де ув'язнений співає пісню «Ти жива іще, моя старенька» (цього в сценарії не було), він знайшов серед тисяч кілометрів кіноплівки спецкінохроніки МВС. «Калина червона» так і починається концертом зеків, який знімали у справжній колонії під Москвою.
- Займає за відвідуваністю 14-е місце серед фільмів за всю історію радянського кінопрокату.
- Найкращий фільм за опитуванням журналу «Радянський екран» в 1975 році.
- Кіноповість «Калина червона» Василь Шукшин написав у лікарні.
- Держкіно виділило на картину всього 3600 метрів дефіцитної тоді плівки «Кодак». А для роботи потрібно було в шість разів більше. Тому перший «розгінний» дубль знімали на вітчизняній плівці «Свема», потім заряджали «Кодак», і тут уже всі працювали на повну силу.
- Однією з ключових у фільмі є сцена зустрічі Єгора зі своєю матір'ю після двадцятирічної розлуки. Вирішили умовити знятися у крихітній сценці кого-небудь з дуже великих актрис і зателефонували Марецькій. Віра Петрівна дала згоду, але, на жаль, невдовзі захворіла. Тоді спробували відшукати реальну долю, схожу з тією, яка була потрібна. У підсумку зняли документальну бесіду саме з такою матір'ю, у якої війна відняла всіх синів.
- «Калина червона» входить в десятку улюблених фільмів Райнера Вернера Фассбіндера.

## Нагороди
- Головний приз на Всесоюзному кінофестивалі в Баку в 1974 році.
- Ленінська премія в 1976 році Василю Шукшину (посмертно) за досягнення в літературі та кіномистецтві.
- Берлінський кінофестиваль, 1975 рік. Переможець (3):
  - Приз міжнародної асоціації кінокритиків — рекомендація (програма «Форум»)
  - Приз міжнародного євангельського журі — рекомендація (програма «Форум»)
  - Приз Міжнародної Католицької організації в галузі кіно — рекомендація (програма «Форум»)

## У ролях
- Лідія Федосєєва-Шукшина — Люба
- Василь Шукшин — Єгор Прокудін
- Іван Рижов — батько Люби
- Марія Скворцова — мати Люби
- Олексій Ванін — Петро, брат Люби
- Марія Виноградова — Зоя
- Єфимія Бистрова — мати Єгора
- Жанна Прохоренко — слідчий
- Лев Дуров — офіціант
- Олександр Горбенко — Коля
- Микола Граббе — начальник колонії
- Микола Погодін — директор радгоспу
- Валентина Ананьїна — гостя Байкалова
- Наталія Гвоздікова — телефоністка
- Злодійська «малина»:
  - Георгій Бурков — Губошльоп
  - Тетяна Гаврилова — Люсьєн
  - Артур Макаров — Бульдя
  - Олег Корчиков — Шурка
- В епізодах: Наталія Гвоздикова, Тетяна Ухарова, Олена Максимова, Ія Арепіна, Вадим Кондратьєв, Володимир Лаптєв, Олександр Саранцев, Ніна Крачковська, Олександр Коняшин, А. Сергєєв, Є. Жаров

### Знімальна група
- Режисер-постановник та сценарист — Василь Шукшин
- Оператор-постановник — Анатолій Заболоцький
- Композитор — Павло Чекалов
- Художник-постановник — Іполіт Новодерьожкін
- Монтажер — Олена Михайлова
- Директор фільму — Герман Крилов